# 勒佩龙
勒佩龙（法語：Le Perron，法語發音：[lə pɛʁɔ̃]）是法国芒什省的一个市镇，属于圣洛区。

## 地理
勒佩龙（49°3'9"N, 0°54'5"W）面积4.66 平方千米，位于法国诺曼底大区芒什省，该省份为法国西北部沿海省份，西、北、东北三面环大西洋，东起顺时针与卡爾瓦多斯省、奧恩省、马耶讷省和伊勒-维莱讷省接壤。
与勒佩龙接壤的市镇（或旧市镇、城区）包括：比耶维尔、瓦勒德德龙、圣阿芒维拉日。

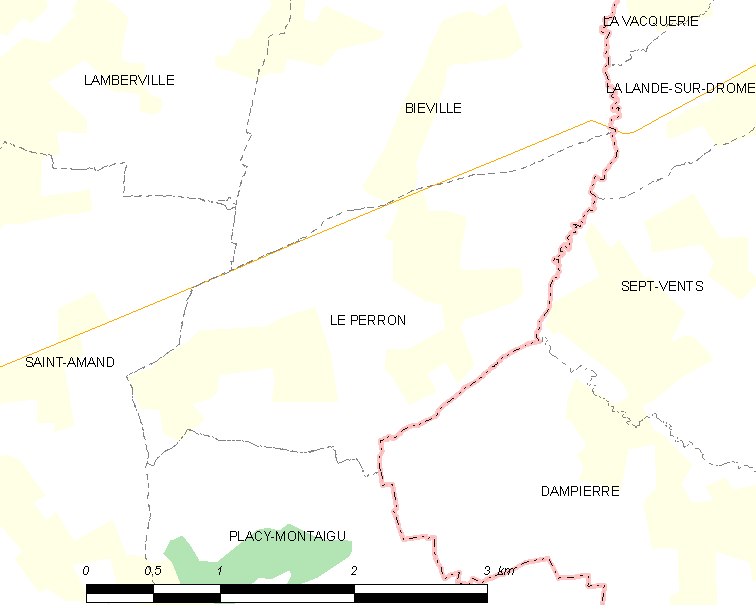
勒佩龙的OSM定位图

勒佩龙的时区为UTC+01:00、UTC+02:00（夏令时）。

## 行政
勒佩龙的邮政编码为50160，INSEE市镇编码为50398。

## 政治
勒佩龙所属的省级选区为维尔河畔孔代县。

## 人口

1962-2008年间勒佩龙人口变化图示

勒佩龙于2022年1月1日时的人口数量为193人。